# Schloss Netzschkau

Schloss Netzschkau mit dem Rundturm an der SW-Ecke

Das Schloss Netzschkau ist ein um 1490 errichtetes unbefestigtes Wohnschloss in der Stadt Netzschkau im sächsischen Vogtland.

## Lage
Im Norden von Netzschkau auf einem nach Süden gerichteten Bergsporn über dem Tal der Limbach.

## Geschichte

### Burganlage
Im Jahre 1440 ist in Netzschkau ein Rittersitz urkundlich belegt.
Laut Volkmar Geupel geht das spätgotische Wohnschloss offenbar auf eine Burganlage in Höhenlage/Spornlage zurück.
Vor 1983 wurden im Schlossareal laut Geupel keine Funde gemacht. Als Burgstall wurde das Areal am 5. Oktober 1970 als Bodendenkmal eingetragen.

### Spätgotisches Wohnschloss
Das Schloss ist eines der ersten Schlösser in Sachsen. Ende des 15. Jahrhunderts begann die Ära der Wohnschlösser – in dieser Zeit begann der Adel, die auf Verteidigung ausgerichteten Burgen durch offene Repräsentativbauten mit großzügigen Sälen zu ersetzen.
Der Bauherr des Netzschkauer Schlosses war Caspar von Metzsch. Er besaß am sächsischen Hof großen Einfluss, was die Finanzierung und Verwirklichung seines Bauvorhabens förderte. Vermutlich konnte er beim Bau auf Schüler von Arnold von Westfalen, Erbauer der Albrechtsburg Meißen, zurückgreifen. In etwa dreijähriger Bauphase entstand um 1490 das Langhaus mit Rund- und Viereckturm. Die Familie Metzsch baute jedoch nicht für sich selbst; ihr Hauptwohnsitz blieb weiterhin die benachbarte Burg Mylau. Sie verkaufte das Schloss Netzschkau 1578 an Christoph von Reibold.
Nach kurzem Zwischenspiel der Reibolds im Schloss erwarb Hans Ernst Bose 1616 das Anwesen sowie das dazugehörige Rittergut. Sein Sohn Carol Bose (1596–1657) bestimmte die weitere Gestaltung des Schlosses. In jungen Jahren kämpfte dieser für den französischen König und erhielt zahlreiche Auszeichnungen. Bei der Rückkehr aus dem Krieg lernte Carol Bose seine erste Frau kennen. Er erbte die Herrschaft 1626 und war mit der Gestaltung des Schlosses nicht zufrieden. Daraufhin wurde das Schloss renoviert, modernisiert und ausgebaut. Unter anderem wurden an den aus der Mode gekommenen Holzdecken des Schlosses zahlreiche Stuckverzierungen angebracht. Innerhalb kurzer Zeit entstanden zudem zwei weitere Gebäudeflügel (Nord- und Ostflügel). Der danach hufeisenförmige Gebäudekomplex erhielt zudem eine Kapelle. Sie blieb anfangs nur für die Schlossbesitzer vorgesehen. Die Einwohner des 200-Seelen-Ortes mussten weiterhin für den Gottesdienstbesuch den Berg zum Nachbarort Mylau überwinden.
Boses Macht und politischem Geschick war es wohl zu verdanken, dass auf seinem Netzschkauer Besitz während des Dreißigjährigen Kriegs nicht geplündert und gebrandschatzt wurde. Bose starb 1657 und wurde in der St.-Marien-Kirche in Zwickau bestattet. Nach ihm erbte sein Sohn Carl Gottfried das Schloss, ohne jedoch größere Veränderungen vorzunehmen.
Nach der Familie von Bose beherbergte das Schloss einige Zwischenbewohner, bevor es im November 1858 vom Grafen Heinrich von Schönburg-Hinterglauchau (1794–1881) erworben wurde. Dieser legte in der zweiten Hälfte des 19. Jahrhunderts einen rund 4 Hektar großen Schlosspark im englischen Stil an. Heinrich bewohnte mit seiner Frau Marie Clementine (1789–1863) zeitweise Netzschkau und genoss hier die ländliche Abgeschiedenheit. Nach ihrem Tode 1863 wurde Marie Clementine in Glauchau bestattet und um 1867 ihr zum Gedenken ein Epitaph in der Hinterglauchauer Schlosskapelle „St. Marien“ eingebaut.
Nach dem Tod Heinrichs Schwiegertochter, Gräfin Frida von Schönburg-Hinterglauchau (1864–1943), erwarb die Stadt Netzschkau 1944 das Schloss samt Park. Der Kaufpreis betrug 100.000 Reichsmark. Bereits zu Zeiten der letzten Gräfin, die vorwiegend auf dem märkischen Schloss Gusow lebte, befand sich das Schloss Netzschkau in desolatem Zustand und verfiel zunehmend. 1947 stürzte die Decke des Konzertsaales ein. Dabei wurde der Großteil der wertvollen Stuckarbeiten in Mitleidenschaft gezogen. Sechs Jahre später mussten die von Bose errichteten Nord- und Ostflügel wegen akuter Baufälligkeit abgerissen werden. Die Schlosskapelle existierte bereits seit 1725 nicht mehr.
Seit 1964 führte das „Schlossbauaktiv“, der Arbeitskreis des Kulturbundes, ehrenamtlich und in Selbstregie dringende Sicherungs- und Instandsetzungsarbeiten durch.
In den 1970er Jahren fiel das Rittergut und 1988 das „Schweizerhaus“ dem Abriss zum Opfer. Ebenso musste der Parkteich einem Spielplatz weichen. Zurück blieb nur der Schlossteil, den Metzsch um 1492 errichtet hatte. Alle äußeren Erweiterungen existieren heute nur noch auf Fotos und Bildern.
1990 wurden Fördergelder genehmigt, die eine umfassende bautechnische und äußere Sanierung von 1991 bis 1995 möglich machten.
In der Folge fanden 1999 auch Ausgrabungen statt, deren Ergebnisse man in der Dauerausstellung des Schlosses besichtigen kann. In den späten 1990er Jahren begann die Sanierung des Schlosses.
Anfang des 21. Jahrhunderts kamen seitens der Stadt Netzschkau Überlegungen auf, das Schlossanwesen an einen Investor zu verkaufen, der auf dem Gelände unter Erhaltung des Schlosses einen angegliederten Hotelneubau erwog. Die entsprechenden Planungen wurden nach erheblichen Bürgerprotesten Ende 2005 bis auf Weiteres eingestellt.

### Geschichtliches zu einem Gemälde im Schloss
In den Ausstellungen des Schlosses Netzschkau befindet sich (2018) ein großes Gemälde des Schlosses Fürstenstein im heute polnischen Waldenburg in Schlesien. Dieses Gemälde befand sich höchstwahrscheinlich ursprünglich auf Schloss Rohnstock in Polen, welches im Besitz der Nebenlinie Hochberg-Rohnstock der Grafen von Hochberg und Fürsten von Pleß war. Auf Schloss Rohnstock befindet sich noch heute das älteste Gemälde von Schloss Hinterglauchau (datiert um 1470).
Auf Schloss Quolsdorf in der Oberlausitz wurde am 14. September 1794 Graf Heinrich von Schönburg-Hinterglauchau (1794–1881) als Sohn des Grafen Ludwig von Schönburg-Hinterglauchau (1762–1842) und der Gräfin Ferdinande Henriette von Hochberg-Rohnstock (1767–1836) geboren und auf den vollen Namen Heinrich Gottlob Otto Ernst getauft. Über diese Heirat gelangten das Gemälde von Schloss Hinterglauchau offenbar ins Schloss Rohnstock und das Gemälde des Schlosses Fürstenstein wohl aus dem Schloss Rohnstock ins Schloss Netzschkau, das Heinrich Gottlob Otto Ernst von Schönburg-Hinterglauchau im November 1858 zusammen mit seiner Frau Marie Clementine kaufte.

## Anlage und Interieur

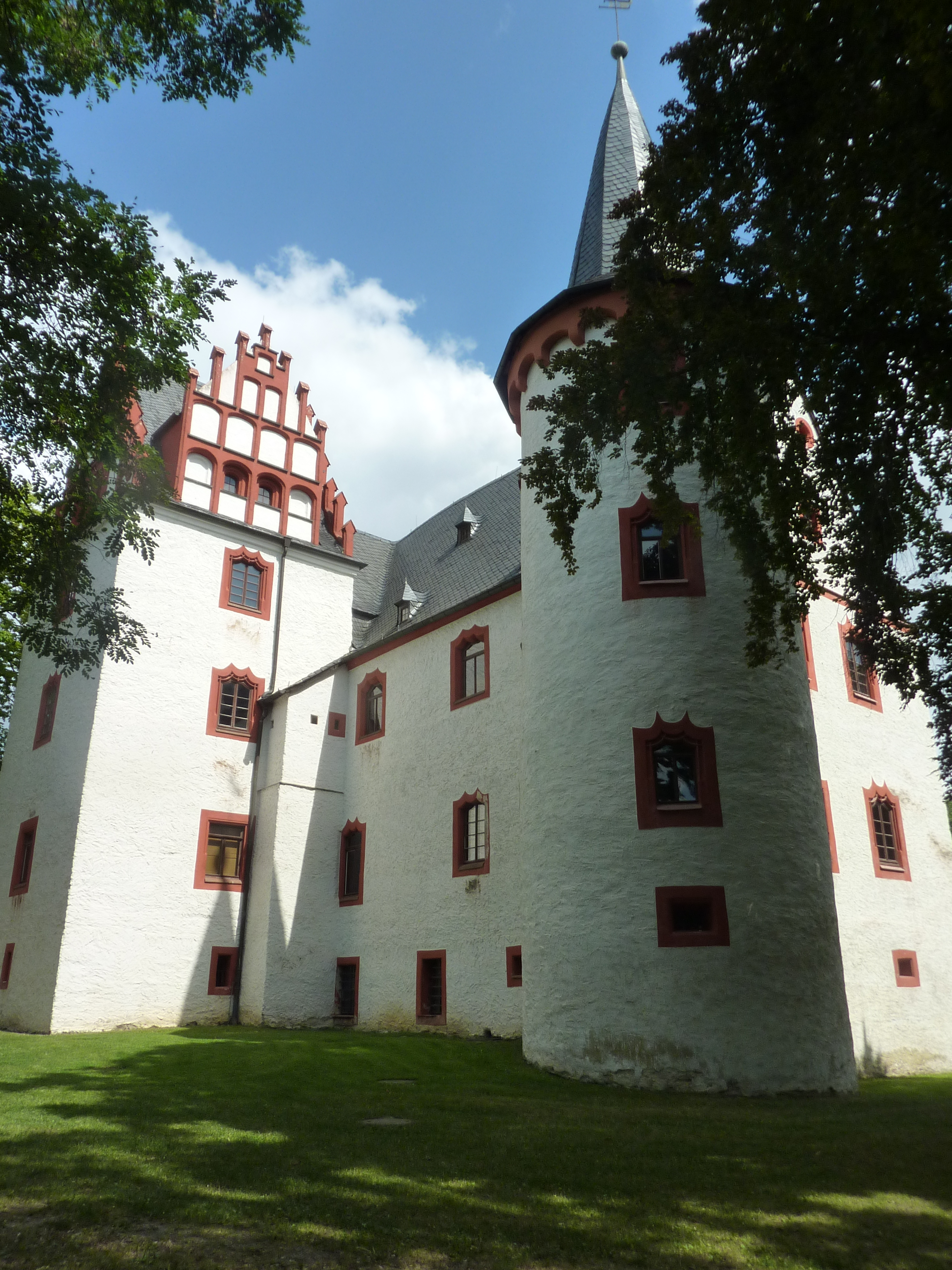
Außenansicht. Der Rundturm soll Teil der ehemaligen Burg gewesen sein.

Der außen komplett restaurierte, rechteckige Langbau mit Rundturm und vorgesetztem Viereckturm liegt in der Nähe des Marktes gegenüber der Kirche. Die Fassade des Gebäudes wird durch den farblichen Kontrast von Kalkweiß und kräftigem Rot geprägt. Auffällig sind darüber hinaus die im spätgotischen Stil errichteten Staffelgiebel und die Vorhangbogenfenster.
Aus der Entstehungszeit des Schlosses stammen noch mehrere verzierte Sandstein-Türrahmen im Innern. Einige erhaltene Umbauten des Schlosses stammen aus späteren Epochen. Die Innenräume sind größtenteils original möbliert, unter anderem mit einem 4,10 m hohen Kachelofen von 1627 und einem seltenen Wappenschrank. An den Decken einiger Innenräume befinden sich die ältesten Formen deutschen Stempelstucks (Friese und Ornamente). Bedeutend sind auch historische Kostbarkeiten wie eine vergoldete Holzkassettendecke und diverse Besitztümer der letzten Gräfin (aus dem Hause Schönburg-Hinterglauchau).
Über die ehemalige Burganlage teilt Geupel mit: Höhenburg in Spornlage. Abmessungen der Burg durch Überbauung durch das Schloss nicht mehr ermittelbar gewesen (1983). Die am Schlossbau vorspringende NW-Ecke (9 × 9 m Abmessungen) soll mutmaßlich Teil der Burg gewesen sein, ebenso der halb eingebaute Rundturm mit 6 m Außendurchmesser im Südwesten der Anlage.

## Heutige Nutzung
Um die denkmalgerechte Nutzung des Schlosses kümmert sich der 1998 gegründete Förderverein Schloss Netzschkau e. V. Für Veranstaltungen werden das so genannte Schlosscafé mit seinem Gewölbe, der prächtige Konzertsaal und der rustikale Fechtboden genutzt. Der Verein organisiert Sonderausstellungen sowie Konzerte, Dia-Vorträge, Lesungen und Tanz-Workshops. Jedes Jahr werden vier bis fünf Sonderausstellungen durchgeführt. Überregional wahrgenommen wurden u. a. die Kurt-Geipel- oder die Fredo-Bley-Ausstellung. Das historische Ambiente des Trauzimmers wird darüber hinaus von Hochzeitsgesellschaften genutzt. Der jährlich stattfindende Netzschkauer Weihnachtsmarkt ist auf den Schlossplatz umgezogen.
Das Schloss bzw. die Dauerausstellung im Schloss kann von April bis Oktober an Wochenenden und Feiertagen besichtigt werden.
Zwischen dem Förderverein und der Netzschkauer Schule besteht bereits seit mehreren Jahren eine Kooperation. In diesem Rahmen wurde der Kurs „Lebendiges Museum“ ins Leben gerufen, in dem den Schülern das Leben zu früheren Zeiten, das Verständnis für die Vergangenheit sowie der Denkmalschutz nähergebracht werden. Neben diesem museumspädagogischen Angebot finden Schatzsuchen oder thematische Veranstaltungen für Kinder statt.